# Нила (индуизм)
В индуистском эпосе Рамаяна Нила (IAST : nīla, букв. Синий), является вождем ванаров в армии Рамы, принца Айодхьи и аватара бога Вишну. Он является главнокомандующим армии обезьян, подчиняясь лишь царю Сугриве и описывается как руководитель армии в битве Рамы против царя ракшасов Ланки Раваны и убивший множество ракшасов.
Хотя Рамаяна считает Налу единственным строителем Моста Рамы через океан между Рамешварамом (Индия) и Ланкой, позволяющего силам Рамы перейти на Ланку, другие версии эпоса приписывают строительство моста как и Нале, так и его брату Ниле.

## Роль
В Рамаяне Нила описывается как сын Агни, бога огня и как Капишрештха (главная обезьяна) в репутации и доблести. Важная часть эпоса описывает роль армии обезьян в спасении Ситы, жены Рамы, похищенной Раваной, царем ракшасов Ланки. Многие сюжеты, составляющие эпос, пересказываются в различных обработках. 

## Поиски Ситы
Рамаяна описывает Нилу как главнокомандующего армией обезьян при царе Сугриве. Сугрива приказывает Ниле собрать всех обезьян, чтобы их можно было отправить на поиски Ситы. В эпосе Нила упоминается участником поискового отряда, направлявшегося в южном направлении. В эпосе «Махабхарата» также рассказывается о том, как Нилу отправили с другими обезьянами на поиски Ситы.
Нила упоминается как один из четырёх ванаров, способных пересечь океан между Индией и Ланкой. В повествовании Хануман, преданный Рамы и генерал обезьян, выбирается для полета на Ланку и на поиски Ситы, что ему и удается. Сугрива приказал Ниле найти короткую дорогу на Ланку, где можно было бы найти еду для войска. Сугрива и Нила также приказывают армии маршировать.

## Строительство моста

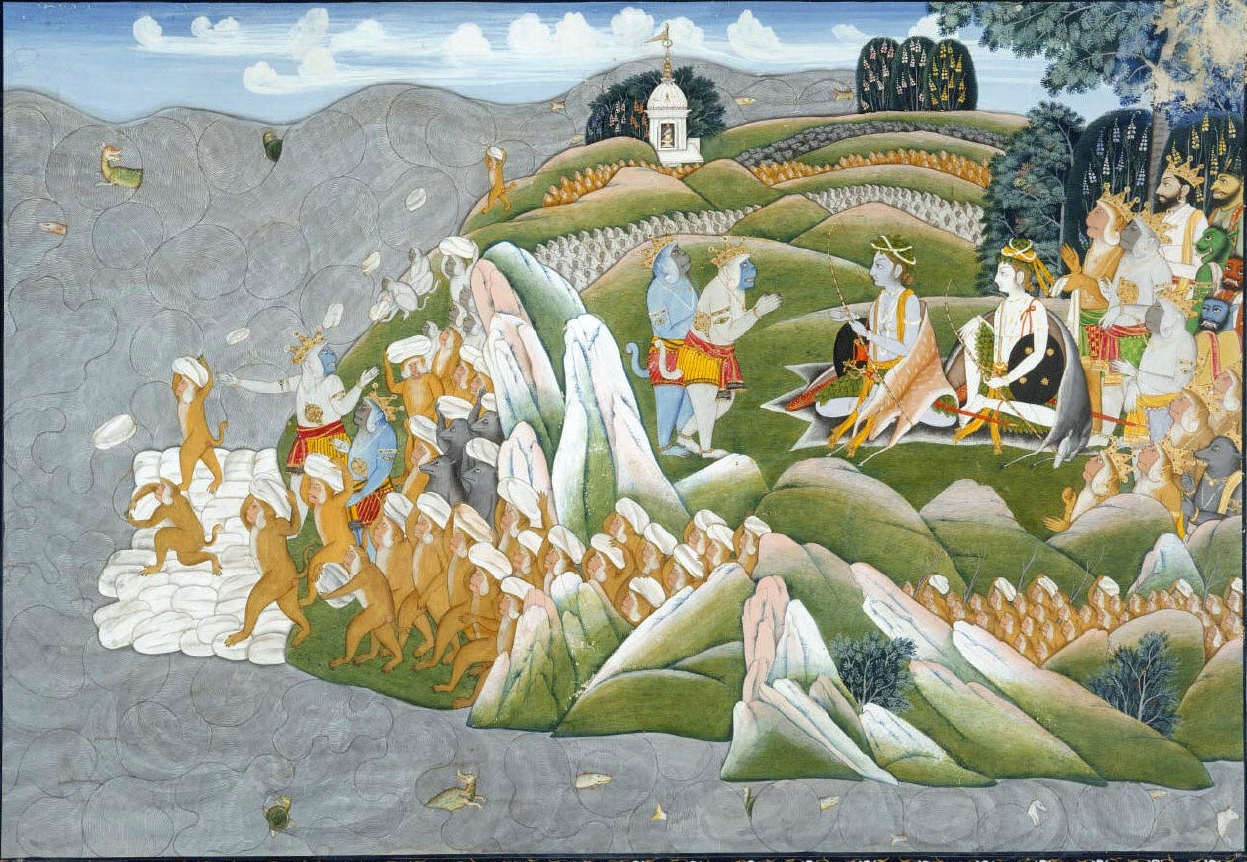
Справа: Нала (белая обезьяна) и Нила (синяя обезьяна) разговаривают с Рамой. Слева: Нала и Нила приказывают обезьянам положить камни в океан.

Рама с помощью армии ванаров достигает океана, но ему нужно перейти на Ланку, чтобы забрать Ситу. Рамаяна считает Налу единственным строителем моста Рама Сету через океан между Рамешварамом в Индии и Ланкой, позволяющего силам Рамы перейти на Ланку. Тем не менее, Рамачаритаманаса считает, что создание моста принадлежит как и Нале, так и его брату Ниле. Морской бог Варуна говорит Раме, что оба ванара обладают способностью заставлять камни не тонуть и плавать на воде.
В эпосе подробно рассказывается о том, как две обезьяны обрели эту силу: в юности эти обезьяны, будучи ещё очень озорными, часто развлекаются и играют, бросая мурти (святые изображения), которым поклоняются мудрецы, в воду. Чтобы священные изображения не утонули, мудрецам пришлось сделать заклинание, чтобы любой камень, брошенный ими в воду, никогда не утонет. Одна из легенд повествует о том, что камни, брошенные Налой и Нилой, начинают плавать, но не образуя единую структуру. В этой версии Хануман предлагает написать имя Рамы на камнях так, чтобы они склеивались вместе, так как это имя священно.

## Битва
Нила возглавляет армию обезьян в битве под предводительством Рамы против Раваны и его армии демонов-ракшасов. Рамаяна повествует о Ниле, стоящем перед ракшасом Никумбхой. Несмотря на ранение ракшаса, Нила поднимает колесо колесницы Никумбхи и убивает его им Нила также ведет ожесточенную битву с воеводой Прахастой. Ракшас стреляет множеством стрел в Нилу, который, не в силах убежать, уворачивается от них. Позже, когда Прахаста бросается к Ниле с молотком, обезьяна отбивается камнями и, наконец, швыряет в него огромный валун, тем самым почти убивая его. Нила также сражается и с Раваной, прыгая на его колесницу. Нила и Хануман вместе сражаются с ракшасами Триширой и Маходарой, тогда Нила убивает Маходару камнем. Махабхарата утверждает, что он так же убивает ракшаса Прамати в ходе битвы Камба Рамаяна показывает его потерпевшим поражение и потерявшим сознание от Индраджита, сына Раваны.
Криттиваси Рамаяна повествует, как обезьян посылают нарушить яджну (огненное жертвоприношение), которое Равана выполняет, чтобы стать непобедимым. Нила пытается его остановить взбираясь на головы Раваны и мочась на них.

## Джайнистская версия
Согласно джайнским текстам, Нила принял джайнистскую дикшу и достиг мокши при помощи Манги- Тунги.